# Karl Kreil
Karl Kreil (1798-1862) est un météorologue et astronome autrichien, né à Ried im Innkreis. Il fut le premier directeur du service météorologique et géomagnétique d'Autriche.

## Biographie
Karl Kreil est né à Ried im Innkreis, Haute-Autriche, le 4 novembre 1798. Il fait ses premières études à l'abbaye bénédictine de Kremsmünster sous la tutelle du célèbre astronome P. Boniface Schwarzenbrunner qui l'a introduit aux travaux d'observatoire. Il étudia ensuite le droit à l'université de Vienne mais en 1823, il décida de se consacrer aux sciences mathématiques et physiques. En 1827, il devint assistant à l'observatoire de l'Université de Vienne, puis à celui de Milan en 1831. En 1838, il fut transféré à l'Observatoire de Prague, dont il devint directeur en 1845, mais dont le mauvais état limitaient les observations.
Kreil se concentra donc sur la physique terrestre avec des instruments qu'il paya en grande partie de sa poche. Il organisa un système d'observations magnétiques et météorologiques qui plaça bientôt Prague en tête des observatoires dans le domaine, faisant compétition à d'autres plus richement dotés comme celui de Göttingen.
Membre de l'Académie impériale de Vienne depuis sa fondation en 1847, Kreil soumet à l'Empereur ses plans pour la création d'une station centrale d'observations magnétiques et météorologiques en Autriche. Celle-ci fut fondée à Vienne en 1851 et devint le noyau du service météorologique de ce pays. Kreil en fut le premier directeur tout en restant professeur de physique à l'université de Vienne.
Ses observations systématiques, commencées à Milan et à Prague, se sont rapidement étendues d'abord à la Bohême et plus tard à tout l'empire jusqu'aux côtes de l'Adriatique, ainsi qu'à la Turquie et à la mer Noire. Il a rédigé plusieurs articles et rapports à l’Académie, amélioré un appareil de mesure magnétique et construit des instruments météorologiques à enregistrement automatique. Le travail à Prague a été publié en onze volumes, 1839-1850, sous le titre de Magnet. Und Meteorolg. Beob. Zu Prag.
L'empereur d'Autriche lui conféra la croix de chevalier de l'ordre de François-Joseph. Il est décédé à Vienne, le 21 décembre 1862.